# Porcellio baeticensis
Porcellio baeticensis es una especie de crustáceo isópodo terrestre de la familia Porcellionidae.

## Distribución geográfica
Son endémicos del centro y sudeste de la España peninsular y de las islas Baleares.